# Petrell blau
El petrell blau (Halobaena caerulea) és un ocell marí de la família dels procel·làrids (Procellariidae), d'hàbits pelàgics que habita els mars antàrtics al sud dels 40° S. Cria a les illes Kerguelen, Macquarie, Crozet, Marion i Malvines.

## Taxonomia
El petrell blau és l'únic ocell del gènere Halobaena (Bonaparte, 1856) i membre de l'ordre dels procel·lariformes. Comparteix certes característiques identificatives amb la resta de l'ordre. En primer lloc, té passatges nasals que s’adhereixen al bec superior anomenats nas tubular. Els becs dels procel·lariformes són únics pel fet que es divideixen en 7-9 plaques còrnies. També produeix un oli d'estómac format per èsters de cera i triglicèrids que s'emmagatzema al proventricle. S'utilitza contra depredadors i també com a font d’aliment rica en energia per als pollets i per als adults durant els seus llargs vols. Finalment, també té una glàndula salina situada sobre el passatge nasal i que ajuda a dessalar el seu cos, a causa de l'alta quantitat d'aigua de l'oceà que beu. Excreta una solució salina elevada del nas.
La paraula "petrell" deriva de Sant Pere i de la història de caminar sobre les aigües, en referència a l’hàbit del petrell d’aparèixer corrent sobre l’aigua per enlairar-se.